# Alpha (албум)
Alpha је једанаести студијски албум српске певачице Јелене Карлеуше. Издат је 13. августа 2023. године за JK Entertainment, у дистрибуцији Телекома Србије и издавачке куће Virgin Music. Уследио је након једанаест година од објављивања Карлеушиног претходног албума, Дива (2012). Албум садржи десет песама, међу којима је и дует са Милицом Павловић.

## Позадина
Карлеуша је десети студијски албум, Дива, издала у јуну 2012. године. Свој следећи албум, под називом Alpha, је континуирано најављивала почевши од 2018. године. Током наступа у Лесковцу у мају 2023. године, открила је званичан датум објављивања албума Alpha — 13. август.
У мају 2023. народни посланик Народне странке Ђорђе Станковић је изнео информације да ће Карлеуша од државног предузећа Телеком Србија добити 350.000 евра за дистрибуцију свог албума, као и 150.000 евра за друге трошкове повезане са албумом. Станковић је такође изјавио да је уговор подразумевао и милион евра за продукцију ток-шоуа, који би Карлеуша требало да води на телевизија Прва. Она је затим у емсији Хит твит порекла да је добила милион евра од Телекома. Ове оптужбе су уследиле након што је Карлеуша јавно осудила протесте у Србији и стала у одбрану власти након вишеструког убиства у Основној школи „Владислав Рибникар”.
Почетком августа, композитор Александар Радуловић Фута је избрисао званични YouTube канал Карлеуше због злоупотребе ауторских права његове покојне супруге, Марине Туцаковић, због чега је Карлеуша морала да отвори нови канал како би објавила нове песме. Упркос томе, промотивна кампања за албум је почела 9. августа када су у Београду, Новом Саду и Нишу где су облепљени билборди и плакати. На дан издавања албума, објављен је и спот за песму KarlyB*tch, у чијој реализацији је према писањима портала Telegraf.rs учествовало 150 људи.

## Списак песама
Све песме су продуцирали Марко Перуничић и Небојша Арежина из Атељеа траг.
| №               | Назив               | Текст                                 | Музика                                          | Трајање |  |
| 1.              |                     | Милена Јанковић                       | Јелена Карлеуша Марко Перуничић Небојша Арежина | 2.17    |  |
| 2.              |                     | Павле Бошковић                        | Карлеуша Перуничић Арежина                      | 2.58    |  |
| 3.              |                     | Ивана Рашић                           | Карлеуша Перуничић Арежина                      | 2.35    |  |
| 4.              | (и Милица Павловић) | Јелена Карлеуша Марко Перуничић Рашић | Карлеуша Перуничић Арежина Немања Антонић       | 2.28    |  |
| 5.              |                     | Љиљана Јорговановић Карлеуша Јанковић | Бојан Васић Карлеуша Перуничић Арежина          | 2.51    |  |
| 6.              |                     | Јанковић                              | Карлеуша Перуничић Арежина                      | 2.29    |  |
| 7.              |                     | Рашић Карлеуша Перуничић              | Карлеуша Перуничић Арежина                      | 2.56    |  |
| 8.              |                     | Иван Вукајловић                       | Антонић                                         | 3.38    |  |
| 9.              |                     | Бошковић                              | Карлеуша Перуничић Арежина Антонић              | 2.25    |  |
| 10.             |                     | Јанковић Перуничић                    | Карлеуша Перуничић Арежина                      | 2.37    |  |
| Укупно трајање: | Укупно трајање:     | Укупно трајање:                       | Укупно трајање:                                 | 27.14   |  |